# Betelgeza
Betelgeza je deveta najsvetlejša zvezda nočnega neba in druga najsvetlejša zvezda ozvezdja Orion (za Riglom). Je izrazito rdeča, polredna spremenljivka, njena magnituda pa oscilira med +0,0 in +1,3, kar je največji razpon prvo-magnitudne zvezde. V bližnje-infrardečih valovih je najsvetlejša zvezda. Bayer jo je poimenoval α Oriona, kar je latinizirano v Alfa Oriona ali krajše Alfa Ori, oziroma α Ori.
Klasificirana kot rdeča nadorjakinja spektralnega tipa M1-2, je Betelgeza ena izmed največjih zvezd, ki so vidne s prostim očesom. Če bi bila Betelgeza v središču Osončja, bi njena površina segala onkraj asteroidnega pasu. Požrla bi planete Merkur, Venero, Zemljo, Mars, verjetno pa tudi Jupiter. A v Rimski cesti obstajajo še druge rdeče nadorjakinje, ki so še večje od nje, kot recimo Mi Kefeja in VY Velikega psa. Izračuni njene mase se gibljejo od nekaj pod deset do nekaj čez dvajset mas Sonca. Od nas je oddaljena 640 svetlobnih let, kar poda absolutno magnitudo okoli −6. Zaradi svoje visoke mase se je Betelgeza v 10 milijonih let zelo hitro razvila. Odpihnjena iz svojega rojstnega kraja v asociaciji Orion OB1—ki vključuje zvezde Orionovega pasu—ta drveča zvezda drvi skozi medzvezdno snov s hitrostjo okoli 30 km/s, kar ustvari udarni lok, ki je širok okoli štiri svetlobna leta. Betelgeza je v svojih zadnjih fazah evolucije in bo najverjetneje v naslednjih milijon letih eksplodirala kot supernova.
Leta 1920 je Betelgeza postala prva zvezda izven Osončja, ki so ji izmerili kotno velikost njene fotosfere. Kasnejše študije so umestile kotni premer (navidezno velikost) v razmaku od 0,042 do 0,056 kotnih sekund, z razlikami, ki so bile opisane kot ne-sferičnost, temnenje diska, pulziranja in spreminjanje izgleda na različnih valovnih dolžinah. Obkrožena je tudi s kompleksno, asimetrično ovojnico, ki je velika okoli 250 velikosti zvezde. Ovojnica je nastala zaradi izgube mase same zvezde. Kotni premer Betelgeze prekašata le R Zlate Ribe in Sonce.

## Nomenklatura
α Oriona (latinizirano v Alfa Oriona, originalno α Orionis in Alpha Orionis) je Bayerjevo poimenovanje zvezde, ki ji ga je dal Johann Bayer leta 1603. 
Tradicionalno ime Betelgeza izvira iz arabščine إبط الجوزاء Ibṭ al-Jauzā’, pomeni "Orionova pazduha" ali يد الجوزاء Yad al-Jauzā’ "Orionova roka".
Leta 2016 je Mednarodna astronomska zveza pooblastila Delujočo skupino na zvezdnih imenih (WGSN) da katalogira in standardizira lastna imena zvezd. Prvi bilten od WGSN julija 2016 je vključeval tabelo prvih dveh serij imen, ki jih je skupina odobrila. Vseboval je tudi ime Betelgeza. Tako je sedaj tudi zapisana v Katalogu zvezdnih imen IAU.

## Zgodovina opazovanja
Betelgeza in nejna rdeča barva sta bili opazni že od Antike; klasični astronom Ptolemaj je opisal njeno barvo kot ὑπόκιρρος (hypókirrhos), izraz, ki ga je kasneje prevajalec Ulugh Beg prevedel v Zij-i Sultani kot rubedo, latinsko za "rdečkastost". V devetnajstem stoletju pred modernim sistemom zvezdne klasifikacije je Angelo Secchi vključil Betelgezo kot eno prototipov za njegov III. razred (oranžna do rdeča). Za razliko od njega so tri stoletja pred Ptolemajem kitajski astronomi opisali Betelgezo kot rahlo rumenkasto; če je to natančno, bi lahko to namigovalo na to, da je bila zvezda okoli začetka našega štetja v fazi rumene nadorjakinje, možnost glede na trenutne raziskave kompleksnih cirkumzvezdnih okolij teh zvezd.

### Začetna odkritja
Spremenljivosti v Betelgezini svetlosti je prvič opisal Sir John Herschel leta 1836, kar je tudi objavil v Outlines of Astronomy. Od 1836 do 1840 je opazil povečane spremenljivosti v magnitudi, ki je Betelgeza nadsvetlila Rigel oktobra 1837 in spet novembra 1839. Sledilo je 10-letno obdobje brez dejavnosti. Kasneje je leta 1849 Herschel zaznal še en kratek cikel spremenljivosti, ki je dosegel vrhunec 1852. Kasnejša opazovanja so zaznala nenavadno velike maksimume z intervalom več let, a le majhne variacije med 1957 do 1967. Zapisi Ameriškege zveze opazovalcev zvezd spremenljivk (AAVSO) so pokazali maksimalno svetlost 0,2 leta 1933 in 1942 ter minimum 1,2 leta 1927 in 1941. Spremenljivost v svetlosti nakazuje na to, da je Johann Bayer v svoji publikaciji Uranometria leta 1603 označil to zvezdo z alfa, saj je najverjetneje takrat prekosila Rigel (beta). Iz arktičnih širin sta Betelgezina rdeča barva in višja pozicija na nebu kot Rigel botrovali temu, da so jo Inuiti imeli za svetlejšo. Poimenovali so jo Ulluriajjuaq "velika zvezda".

## Fizikalne značilnosti
1. Merkur < Mars < Venera < Zemlja
2. Zemlja < Neptun < Uran < Saturn < Jupiter
3. Jupiter < Wolf 359 < Sonce < Sirij
4. Sirij < Poluks < Arktur < Aldebaran
5. Aldebaran < Rigel < Antares < Betelgeza
6. Betelgeza < Mi Kefeja < VV Kefeja A < VY Velikega psa

Betelgeza je zelo velika, izsevna, a hladna zvezda, ki je razvrščena kot M1-2 Ia-ab rdeča nadorjakinja. Črka "M" v tem poimenovanju pomeni, da pripada razredu zvezd razreda M in ima torej relativno nizko fotosferično temperaturo; pripona "Ia-ab" označuje izsevni razred, za katerega so značilne srednje-izsevne nadorjakinje, z lastnostmi med normalno nadorjakinjo in izsevno nadorjakinjo. Od leta 1943 je Betelgeza služila kot ena izmed stabilnih primerjalnih zvezd, po kateri se definirajo razredi ostalih zvezd.

## Življenjske faze
Betelgeza je rdeča orjakinja, ki se je razvila iz zvezde glavne veje tipa O. Njena skorja se bo sčasoma sesula, kasneje pa ustvarila eksplozijo supernove in za sabo pustila trden ostanek. Podrobnosti so odvisne od začetne mase in ostalih fizikalnih značilnosti zvezde glavne veje.

## Etnološke lastnosti

### Črkovanje in izgovarjava v angleščini
Betelgeza se je črkovala Betelgeux in v nemščini Beteigeuze (sodeč po Bodeju).
Betelgeux in Betelgeuze sta se uporabljali do konca zgodnjega 20. stoletja, ko je postalo splošno črkovanje Betelgeuse. 
Toda izgovarjava je šibka in možnih je več različic:
- /ˈbɛtəldʒuːz/ BET-əl-jooz – Oxford English Dictionary[30] v Royal Astronomical Society of Canada
- /ˈbiːtəldʒuːz, -dʒɜːz/ BEET-əl-jooz, -⁠jurz – Oxford English Dictionary
- /ˈbiːtəldʒuːs/ BEET-əl-joos – (Canadian Oxford Dictionary, Webster's Collegiate Dictionary)
- /bɛtəlˈɡɜːrz/ bet-əl-GURZ – (Martha Evans Martin, The Friendly Stars)[34]

## Približki kotnega premera
Sledeča preglednica ponuja neizčrpen seznam kotnih meritev, ki se izvajajo od leta 1920. Vključen je tudi stolpec, ki ponuja trenutno območje polmerov za vsako študijo na podlagi najnovejše ocene razdalje Betelgeze (Harper in ostali) 197 ± 45 pc.
| Merilec   | Leto | Teleskop  | #           | Spekter | λ (μm) | ∅ (mas) | Polmer @ 197±45 pc | Opombe |
| --------- | ---- | --------- | ----------- | --- | --- | --- | --- | --- |
| Michelson | 1920 | Mt-Wilson | 1           | Vidni | 0,575 | 47,0 ± 4,7 | 3,2–6,3 AU | Zatemnjen rob +17% = 55.0 |
| Bonneau   | 1972 | Palomar   | 8           | Vidni | 0,422–0,719 | 52,0–69,0 | 3,6–9,2 AU | Močna korelacija ∅ z λ |
| Balega    | 1978 | ESO       | 3           | Vidni | 0,405–0,715 | 45,0–67,0 | 3,1–8,6 AU | Brez korelacije ∅ z λ |
| Balega    | 1979 | SAO       | 4           | Vidni | 0,575–0,773 | 50,0–62,0 | 3,5–8,0 AU | Brez korelacije ∅ z λ |
| Buscher   | 1989 | WHT       | 4           | Vidni | 0,633–0,710 | 54,0–61,0 | 4,0–7,9 AU | Odkrite asimetrije/vroče pege |
| Wilson    | 1991 | WHT       | 4           | Vidni | 0,546–0,710 | 49,0–57,0 | 3,5–7,1 AU | Potrditev vročih peg |
| Tuthill   | 1993 | WHT       | 8           | Vidni | 0,633–0,710 | 43,5–54,2 | 3,2–7,0 AU | Raziskava vročih peg na 3 zvezdah |
| Tuthill   | 1992 | WHT       | 1           | NIR | 0,902 | 42,6 ± 0,03 | 3,0–5,6 AU | Raziskava vročih peg na 3 zvezdah |
| Gilliland | 1995 | HST       |             | UV | 0,24–0,27 | 104–112 | 10,3–11,1 | Premeri FWHM |
| Gilliland | 1995 | HST       | 0,265–0,295 | UV | 92–100 | 9,1–9,8 | | Premeri FWHM |
| Weiner    | 1999 | ISI       | 2           | MIR (pas N) | 11,150 | 54,7 ± 0,3 | 4,1–6,7 AU | Zatemnjen rob = 55,2 ± 0,5 |
| Perrin    | 1997 | IOTA      | 7           | NIR (pas K) | 2,200 | 43,33 ± 0,04 | 3,3–5,2 AU | Pas K in L, 11.5 μm kontrast podatkov |
| Haubois   | 2005 | IOTA      | 6           | NIR (pas H) | 1,650 | 44,28 ± 0,15 | 3,4–5,4 AU | Premer Rosseland 45,03 ± 0,12 |
| Hernandez | 2006 | VLTI      | 2           | NIR (pas K) | 2,099–2,198 | 42,57 ± 0,02 | 3,2–5,2 AU | Zelo natančni AMBER rezultati. |
| Ohnaka    | 2008 | VLTI      | 3           | NIR (pas K) | 2,280–2,310 | 43,19 ± 0,03 | 3,3–5,2 AU | Zatemnjen disk 43,56 ± 0,06 |
| Townes    | 1993 | ISI       | 17          | MIR (pas N) | 11,150 | 56,00 ± 1,00 | 4,2–6,8 AU | Sistematična raziskava, ki je vključevala 17 meritev na isti valovni dolžini od 1993 do 2009 |
| Townes    | 2008 | ISI       | 17          | MIR (pas N) | 11,150 | 47,00 ± 2,00 | 3,6–5,7 AU | Sistematična raziskava, ki je vključevala 17 meritev na isti valovni dolžini od 1993 do 2009 |
| Townes    | 2009 | ISI       | 17          | MIR (pas N) | 11,150 | 48,00 ± 1,00 | 3,6–5,8 AU | Sistematična raziskava, ki je vključevala 17 meritev na isti valovni dolžini od 1993 do 2009 |
| Ohnaka    | 2011 | VLTI      | 3           | NIR (pas K) | 2,280–2,310 | 42,05 ± 0,05 | 3,2–5,2 AU | Zatemnjen disk 42,49 ± 0,06 |
| Harper    | 2008 | VLA       |             | Vredno je omeniti, da so Harper et al. v sklepu njihove naloge zapisali sledeče: "V določenem smislu je izpeljana razdalja 200 pc sredina med Hipparcosovo razdaljo 131 pc (425 ly) in radijsko razdaljo, ki sili proti 250 pc (815 ly)"—torej vzpostavlja ± 815 ly kot zunanjo razdaljo zvezde. | Vredno je omeniti, da so Harper et al. v sklepu njihove naloge zapisali sledeče: "V določenem smislu je izpeljana razdalja 200 pc sredina med Hipparcosovo razdaljo 131 pc (425 ly) in radijsko razdaljo, ki sili proti 250 pc (815 ly)"—torej vzpostavlja ± 815 ly kot zunanjo razdaljo zvezde. | Vredno je omeniti, da so Harper et al. v sklepu njihove naloge zapisali sledeče: "V določenem smislu je izpeljana razdalja 200 pc sredina med Hipparcosovo razdaljo 131 pc (425 ly) in radijsko razdaljo, ki sili proti 250 pc (815 ly)"—torej vzpostavlja ± 815 ly kot zunanjo razdaljo zvezde. | Vredno je omeniti, da so Harper et al. v sklepu njihove naloge zapisali sledeče: "V določenem smislu je izpeljana razdalja 200 pc sredina med Hipparcosovo razdaljo 131 pc (425 ly) in radijsko razdaljo, ki sili proti 250 pc (815 ly)"—torej vzpostavlja ± 815 ly kot zunanjo razdaljo zvezde. | Vredno je omeniti, da so Harper et al. v sklepu njihove naloge zapisali sledeče: "V določenem smislu je izpeljana razdalja 200 pc sredina med Hipparcosovo razdaljo 131 pc (425 ly) in radijsko razdaljo, ki sili proti 250 pc (815 ly)"—torej vzpostavlja ± 815 ly kot zunanjo razdaljo zvezde. |

1. ↑  Uniform disk measurement, unless otherwise noted
2. ↑  Radii calculations use the same methodology as outlined in Note #2 below ‡Limb darkened measurement